# Valea Seacă (Bákó megye, községközpont)
Valea Seacă falu  Romániában, Moldvában, Bákó megyében. Községközpont, Cucova tartozik hozzá.

## Fekvése
A Szubkárpáti-dombvidéktől keletre, a Szeret völgyében fekszik.
Ónfalvától keletre, Szászkúttól északnyugatra található.

## Népesség
A 2002-es népszámláláskor 3564 lakosa volt, melyből 58,9% román, 33,1% cigány volt. A népesség 74,42%-a görögkeleti ortodox, a többi egyéb vallású volt.

## Képek

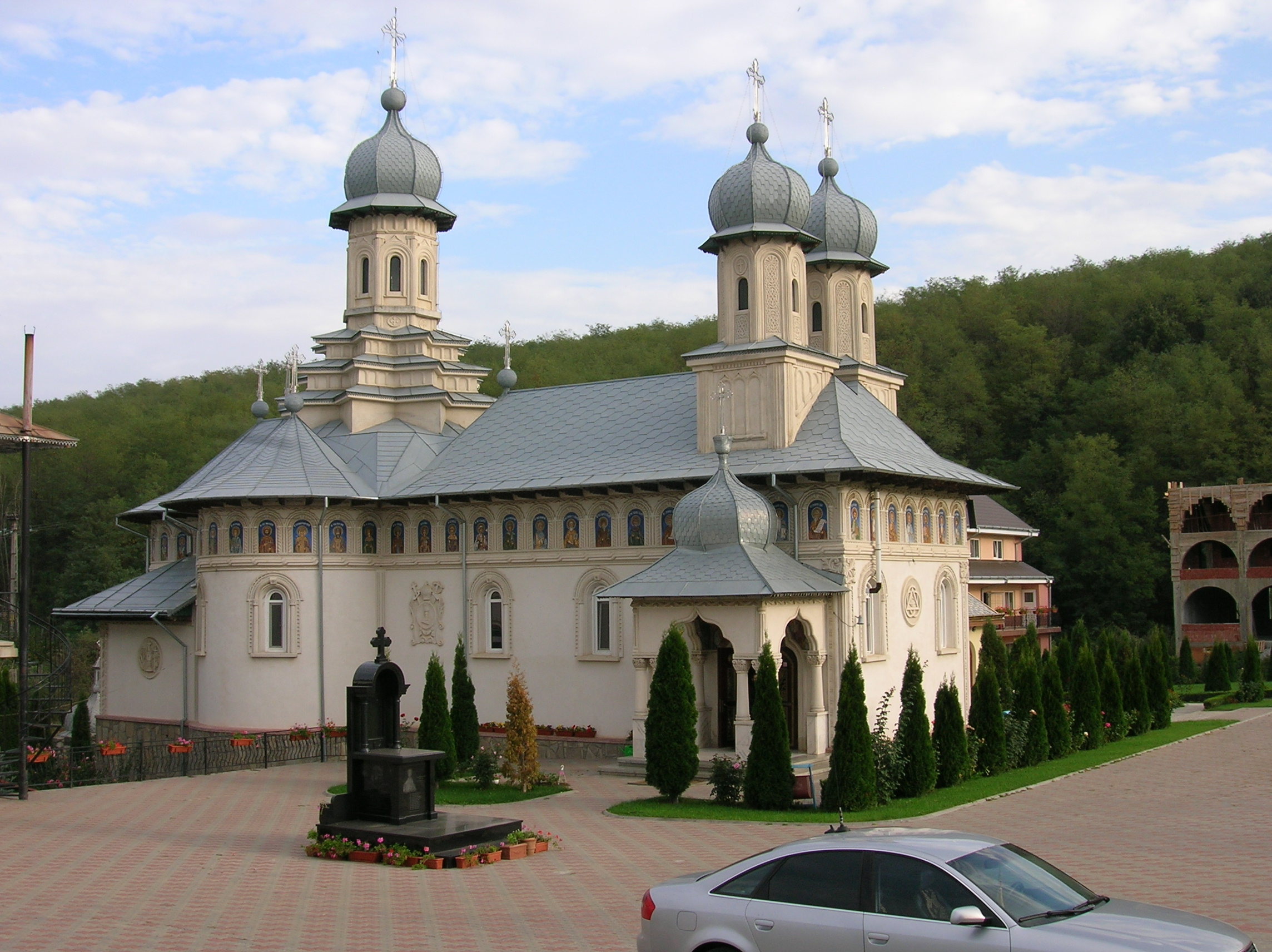
Templom
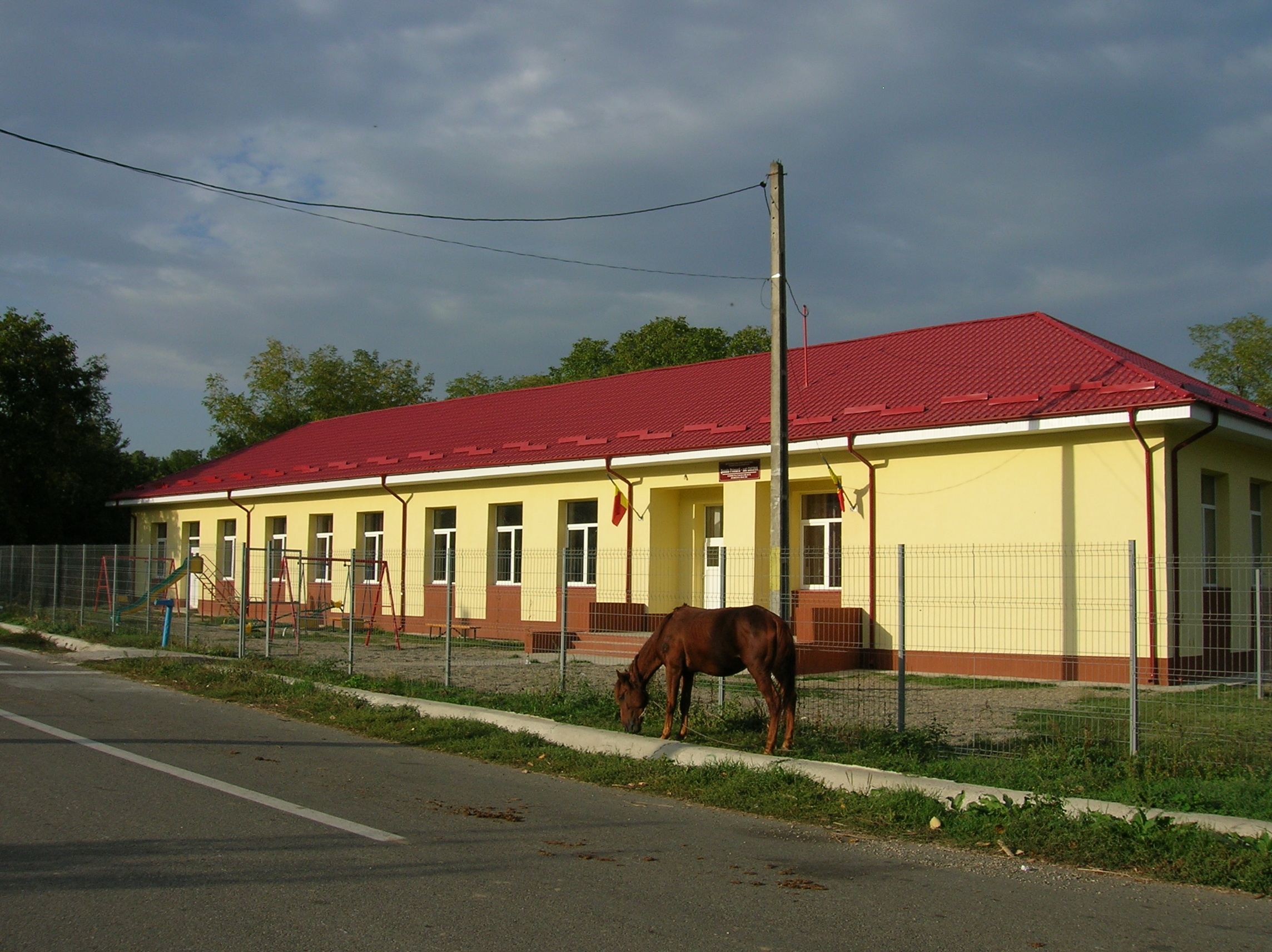
Iskola
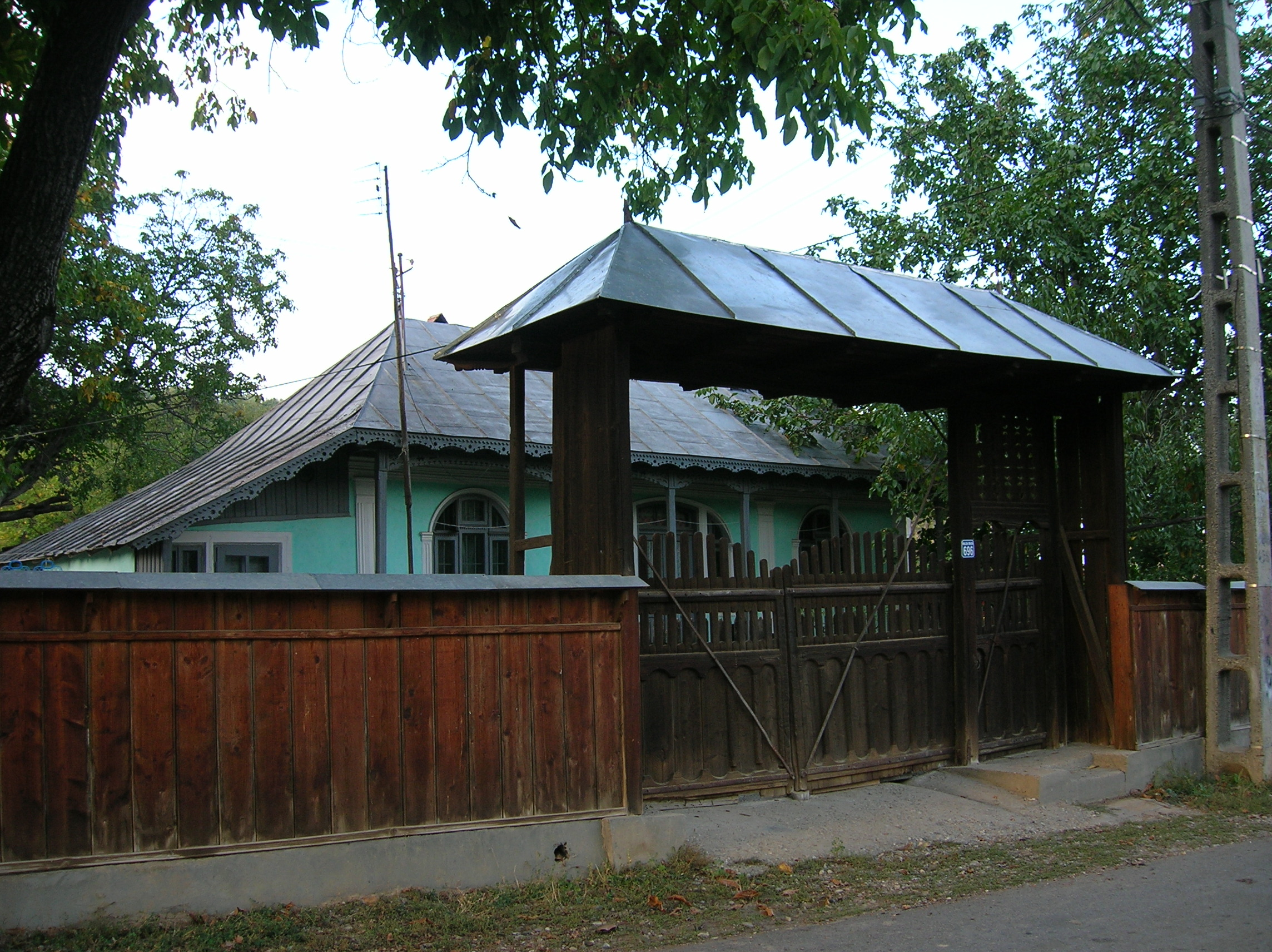
Hagyományos lakóház
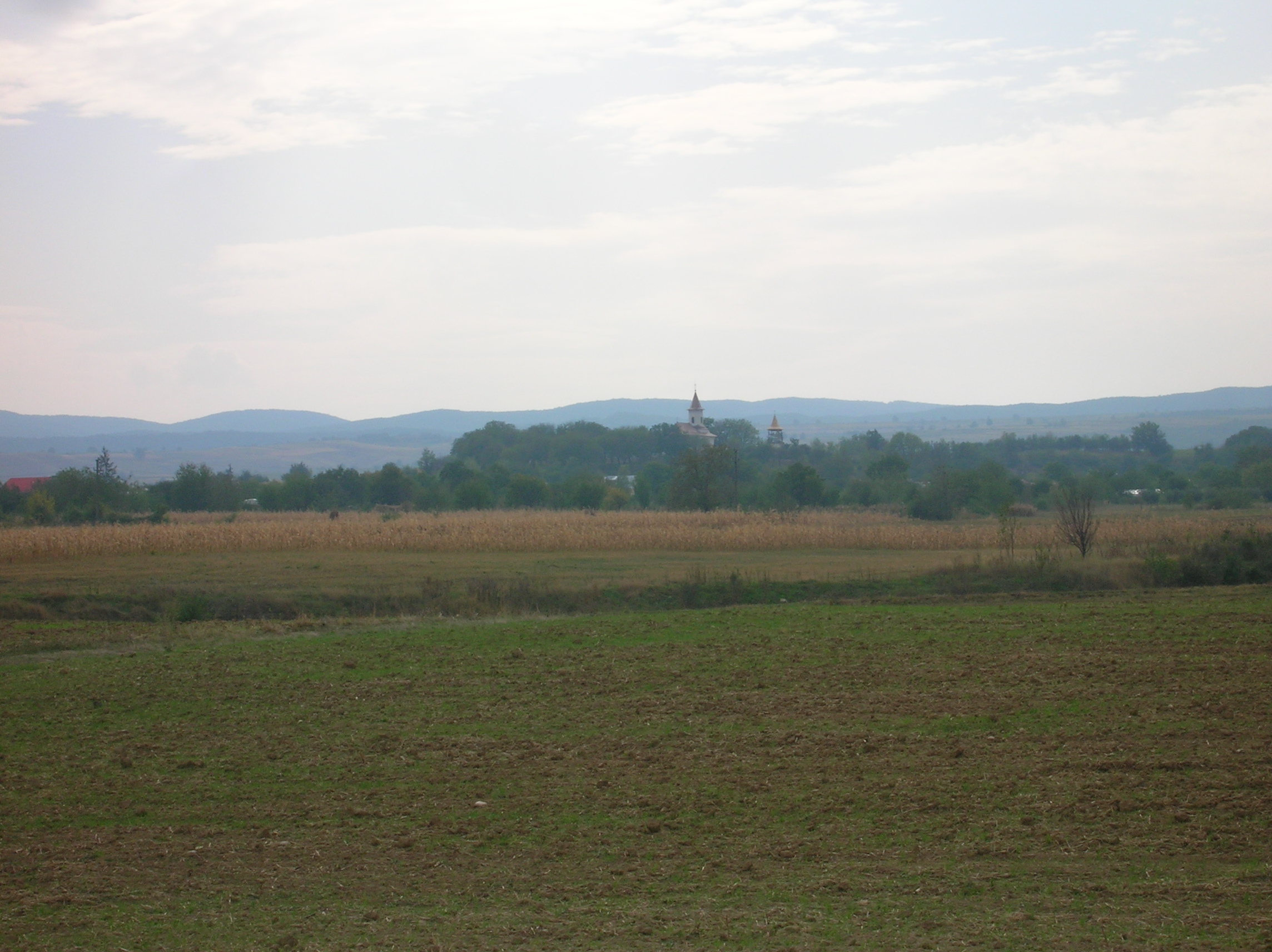
A falu távolról
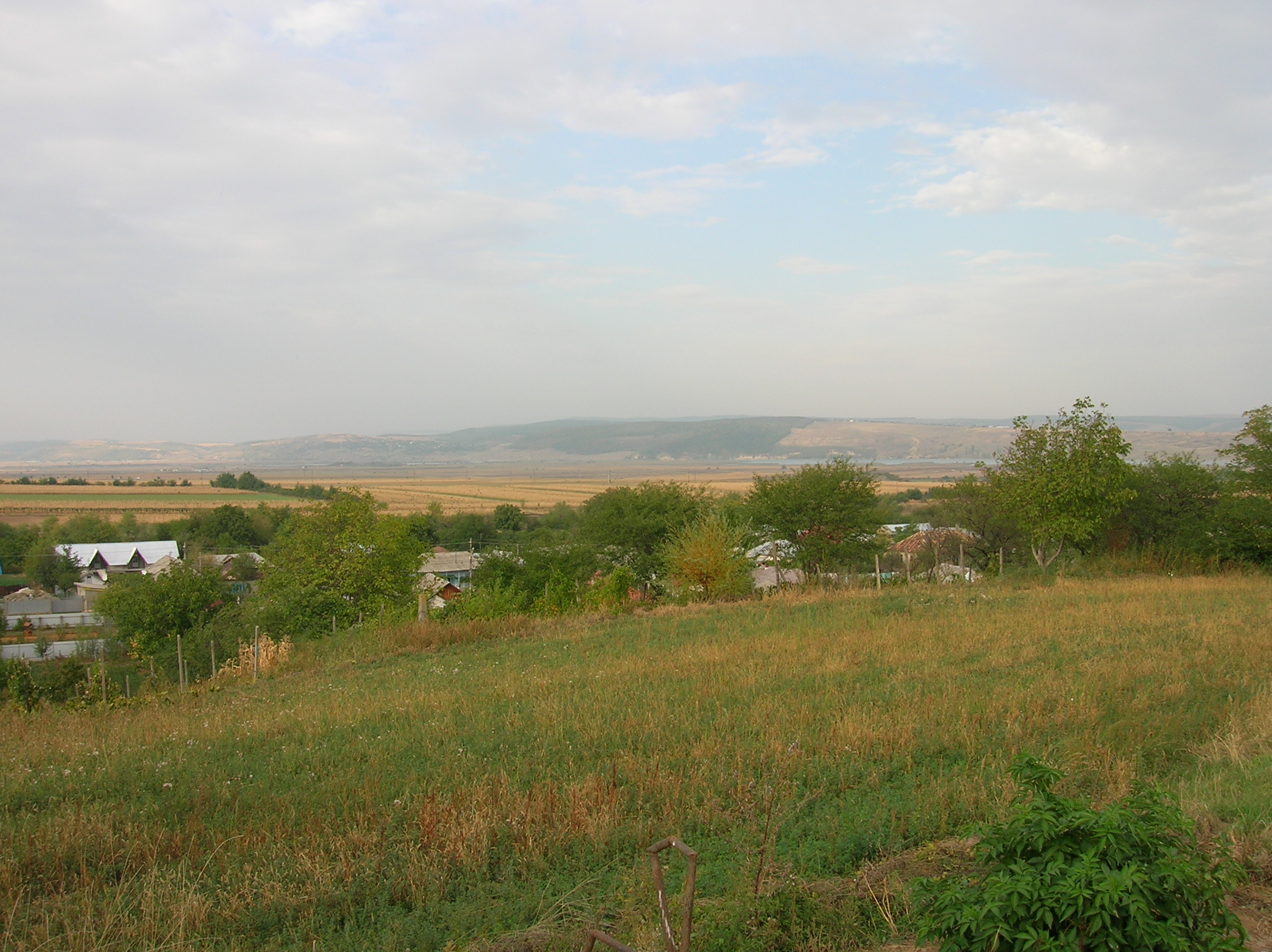
Tájkép, háttérben a Berești-víztározó (Lacul Berești)